# Swiatosław Wakarczuk
Swiatosław Iwanowycz Wakarczuk, ukr. Святослав Іванович Вакарчук (ur. 14 maja 1975 w Mukaczewie) – ukraiński piosenkarz i polityk, z wykształcenia fizyk i ekonomista, wokalista zespołu Okean Elzy. Zasłużony Artysta Ukrainy (2005).

## Życiorys
Syn Iwana Wakarczuka, naukowca, rektora Uniwersytetu Iwana Franki i byłego ministra. Z wykształcenia fizyk i ekonomista, ukończył studia na Uniwersytecie Iwana Franki we Lwowie. Współzałożyciel (1994), wokalista i autor tekstów pop-rockowego zespołu Okean Elzy.
W 2004 zaangażował się w kampanię wyborczą Wiktora Juszczenki, brał udział w pomarańczowej rewolucji. Pełnił potem funkcję doradcy prezydenta. W sierpniu 2005 otrzymał tytuł Zasłużonego Artysty Ukrainy. W 2007 z listy Naszej Ukrainy-Ludowej Samoobrony uzyskał mandat deputowanego do Rady Najwyższej VI kadencji, z którego jednak zrezygnował w grudniu 2008. W 2015 został honorowym obywatelem Kijowa i Lwowa. W grudniu 2013 zorganizował koncert swojego zespołu podczas Euromajdanu, wyrażając poparcie dla protestujących.
W 2019 ogłosił swój powrót do aktywności politycznej i powołanie ugrupowania Głos. Partia ta w tym samym roku otrzymała około 5,8% głosów, a jej lider ponownie został wybrany na deputowanego. W marcu 2020 na czele partii zastąpiła go Kira Rudyk. W czerwcu tego samego roku ogłosił ponowną rezygnację ze stanowiska deputowanego, deklarując jednocześnie zamiar kontynuowania działalności politycznej.